# 出世凪沙
出世 凪沙（しゅっせ なぎさ、1995年9月7日 - ）は、日本のフリーアナウンサー。舞夢プロ所属。

## 来歴
奈良県出身。大阪女学院高等学校、関西大学法学部法律政治学科卒業。アナウンススクール声光塾、テレビ朝日アスク出身。2018年4月、鹿児島放送に入社。2021年8月に退社。

## エピソード
- 小型船舶操縦士、調理師免許、英検2級、普通自動車免許を保有している。
- 身長は152cm。
- 関西大学放送研究会に所属していた。
- 同期入社は平手志歩。
- 座右の銘は、生きてるだけで丸儲け。
- 性格は泣き虫だけど負けず嫌い。
- 「朝だ！生です旅サラダ」出演時に、大食いを披露した。
- 明石家さんまを尊敬している。
- 休日は、美味しい海鮮丼探し、甲突川沿いをランニングしている。
- ストレス解消は、夜中に水回りの掃除をすること。

## 担当番組
- ですです。
- Kingspe
- KKBニュース
- OSAKA TALKING HEADS (FM大阪、毎週土曜9:00 - 9:30) - 2022年1月1日～6月19日放送分のアシスタントを担当。

## その他の出演
- 朝だ!生です旅サラダ
- AbemaNews
- みのもんたのよるバズ!